# Långholmen och Kaldoholmen
Långholmen är en del av en ö i Finland.   Den ligger i kommunen Kimitoön i landskapet Egentliga Finland, i den södra delen av landet, 150 km väster om huvudstaden Helsingfors. Arean är 2,4 kvadratkilometer.
Terrängen på Långholmen är mycket platt. Öns högsta punkt är 23 meter över havet. Den sträcker sig 1,9 kilometer i nord-sydlig riktning, och 2,5 kilometer i öst-västlig riktning.